# Jakkanahalli, Shrirangapattana
Jakkanahalli là một làng thuộc tehsil Shrirangapattana, huyện Mandya, bang Karnataka, Ấn Độ.